# Kammerspiel
Ein Kammerspiel ist ein Schauspiel im intimen Rahmen, meist mit wenigen Schauspielern auf der Bühne oder im Film, ohne Statisterie oder großen Dekorationsaufwand. Auch in TV-Serien gibt es episodenlange Kammerspiele. Kammerspiele haben in der Regel eine psychologische Ausrichtung und legen ihren Schwerpunkt auf die Wirkung der Gespräche zwischen den Figuren. Abgeleitet vom Kammerspiel hat sich in der Stummfilmzeit das Genre des Kammerspielfilms entwickelt. 

## Begriffsverwendung
August Strindberg hat den Begriff Kammerspiel (schwedisch: kammarspel) verwendet. Seine 1907 verfassten Stücke Oväder, Brända tomten, Spöksonaten, Pelikanen, und Svarta handsken (1908–1909) nannte er in Anspielung auf musikalische Titel Kammerspiele Opus I–V.
Ähnlich wie bei dem Ausdruck Kammermusik versteht man unter der Kammer des Kammerspiels der Tendenz nach eine „aristokratische“ Kammer (vgl. Kammerschauspieler), also weniger einen bescheidenen als einen exklusiven Rahmen. Daher meint man mit Kammerspiel in der Regel weder das Unterhaltungsgemisch von Kleinkunst noch eine avantgardistische Art des Theatermachens – sondern gediegenes Handwerk in großer Konzentration, oft in Zusammenhang mit den Qualitätsmaßstäben des Bühnennaturalismus.
Kammerspiele als Institutionen und Theatergebäude gibt es in einigen Städten. Damit ist meistens eine kleinere, alternative Spielstätte zu einer großen Bühne gemeint. Dabei ist die stilistische Spannweite recht groß. Die Kammerspiele des Deutschen Theaters Berlin, des Schauspielhauses Bochum oder die Münchner Kammerspiele bieten anspruchsvolles Regietheater, die Wiener Kammerspiele gepflegtes Boulevardtheater.

## Kammerspiel im Fernsehen
Kammerspiele gehören zu den gängigen Mitteln von Serienproduzenten, Probleme bei der Produktion von Serien zu lösen. Dabei können sie die Figuren in der Serie stärker herausarbeiten und Beziehungen zwischen ihnen vertiefen. Gelegentlich umschließen Handlungen eines Kammerspiels in Serien auch Rückblenden, englisch clip shows. Bei einigen Serien wurden Kammerspiele bevorzugt eingesetzt, damit in einer Staffel auch aufwändigere Episoden produziert werden konnten, die das normale Budget einer Episode übersteigen und die Handlung vorantreiben, oder wenn ein Drehbuch aufgrund von kreativen Qualitätsansprüchen kurzfristig gegen ein anderes getauscht werden musste. Dabei haben Kammerspiele als Episoden oft ein geschlossenes Ende, ohne größeren Einfluss auf den restlichen Verlauf der Serie oder die Figuren. Sie werden als bottle episodes bezeichnet, zurückgehend auf den Gedanken, dass (vom Produzenten bei knappen Budgets und Zeitplänen) ein Flaschengeist gerufen und am Ende in seine Flasche zurückgebracht werden kann.
Einige Serien wiederum bestehen vollständig aus kammerspielartigen Episoden, wie beispielsweise Der Tatortreiniger.

### Beispiele für Kammerspiele undbottle episodes
- Die Fliege, Breaking Bad, Staffel 3 Episode 10
- Der undurchschaubare Marritza, Star Trek: Deep Space Nine, Staffel 1 Episode 19
- Der Aufzug, Pastewka, Staffel 4 Episode 7
- Die fast nackte Wahrheit, Community, Staffel 2 Episode 8
- Free Churro, BoJack Horseman, Staffel 5, Episode 6
- Das Verhör, Brooklyn 99, Staffel 5, Episode 14